# Ace of Spades (игра)
Ace of Spades (c англ. «Ас лопат» или «Пиковый туз») — компьютерная игра в жанре шутера от первого лица c воксельной графикой. Главной особенностью игры является полностью разрушаемый мир. Начальная версия была создана Беном Аксоем (Ben Aksoy) в апреле 2011 года. В дальнейшем приобретена Jagex и выпущена в Steam в переработанном виде. Закрыта в марте 2019 года.

## Геймплей

### Игровые режимы
В игре есть такие игровые режимы как team deathmatch, захват флага, уничтожение базы противника, защита от зомби, и захват бриллианта. Также игроки могут строить оборонительные сооружения или рыть окопы для достижения целей, поставленных в текущем игровом режиме.
- Командный бой! — Целью данного режима является уничтожение вражеской команды. Команда с наибольшим количеством очков в конце матча выигрывает.
- Захват флага — флаг, который в этой игре представлен чемоданчиком с развединформацией, находится внутри базы каждой из команд. Нужно добывать чемоданчики противника и предотвращать кражу своих. Побеждает команда, похитившая наибольшее количество чемоданчиков.
- Режим разрушения — целью данного режима является уничтожение вражеской базы. Побеждает команда наиболее разрушившая базу или уничтожившая её.
- Zombie Defense (рус. Зомби!) — в данном режиме выжившие защищаются от зомби. Побеждают выжившие, если по истечении времени зомби не успеют инфицировать их всех.
- Алмазный рудник — алмазы появляются в случайном месте. Побеждает команда, нашедшая большее количество алмазов.
- VIP-персона — каждая команда имеет одного VIP. Цель состоит в том, чтобы убить VIP другой команды, а затем и остальную часть команды.
- Несколько холмов! — целью являются захват и удержание холмов до прилёта бомбардировщика.

### Классы
- Десантник: Вооружён пулемётом или штурмовой винтовкой (первый слот), РПГ или трёхракетным ракетомётом (второй слот), гранатами на выбор: противопехотной или обычной (третий слот).
- Снайпер: Вооружён полуавтоматической винтовкой или винтовкой со скользящим затвором (первый слот), пистолетом или автоматическим пистолетом (второй слот), миной или радар-установкой (3-й слот).
- Инженер: Вооружён пистолетом-пулемётом (1-й слот), ракетной турелью, блок-пушкой или миномётом (второй слот).
- Рудокоп: Вооружён помповым ружьём или двуствольным ружьём (первый слот), бурящей ракетой, или выбрасывателем блоков (второй слот), динамитом или С4 (третий слот).
- Специалист: Вооружён пистолетом-пулемётом или автоматическим дробовиком (1-й слот), гранатомётом или автоматическим пистолетом (второй слот), гранатами на выбор: токсичная и липучая (3-й слот).
- Медик: Вооружён ручным пулемётом или двухкамерным дробовиком (первый слот), полицейским щитом (2-й слот), аптечка (третий слот).

Лопаты и кирки могут быть использованы для уничтожения блоков или как оружие ближнего боя. Десантник и Снайпер могут также выбрать боевой нож вместо лопаты (кирки). Инженер имеет ракетный рюкзак, Десантник противопехотные гранаты, Снайпер мины, а Рудокоп динамит. Рождественское обновление также добавило блок-пушку, которая стреляет снежными блоками, причиняющими вред, или может быть использовано для построения. Только инженер имеет доступ к блок-пушке.

### «Классическая» версия
Бесплатная версия которая была представлена Беном Аксоем (Ben Aksoy) до приобретения и видоизменения Jagex. Имеет многие отличия от версии, выходившей после её продажи этой компании. 
Так как достаточно много игроков играет в бета-версию Ace of Spades (0.75, и его фанатское продолжение 0.76), и других клиентов игры, и из-за их несогласия с политикой Jagex по отношению к этой игре, был создан сайт, в котором расположено сообщество оригинальной версии Ace of Spades, а также клиента игры созданного с открытым исходным кодом  OpenSpades и его модификации.

## Дополнения

### St Valentine’s Day Massacre
Первое загружаемое дополнение для игры, вышедшее 13 февраля 2013 года. Данное дополнение создано по событиям бойни в День святого Валентина и добавило режим VIP-персона. После анонса DLC Battle Builder данное дополнение стало бесплатным.

### Battle Builder
Крупное обновление игры, вышедшее 16 октября 2013 года, позволило игрокам создавать свои карты и исправило большое количество недоработок.

## Закрытие игры
20 ноября 2014 года Jagex объявила Block N Load преемницей этой игры.
3 апреля 2018 года Jagex объявила о прекращении поддержки Ace of Spades. Игра была немедленно снята с продажи, а выделенные игровые серверы должны были оставаться в сети до 3 июля. Тем не менее 2 июля в Jagex заявили, что отключение игры будет отложено, поскольку они считали альтернативные фьючерсы на игру. Рассматривая выпуск с открытым исходным кодом, компания проверила кодовую базу игры, но, в конце концов, решила отказаться от неё. 1 марта 2019 года компания Jagex пояснила, что выпуск с открытым исходным кодом может вызвать «потенциальные технические, юридические и лицензионные последствия» и что серверы игры будут закрыты 6 марта.

## Отзывы и продажи
| Сводный рейтинг       | Сводный рейтинг |
| Агрегатор             | Оценка          |
| --------------------- | --------------- |
| GameRankings          | 46,29 %         |
| Metacritic            | 49/100          |
| Иноязычные издания    |                 |
| Издание               | Оценка          |
| Destructoid           | 5/10            |
| GameSpy               | [ 11 ]          |
| GameStar              | 62/100          |
| PC Gamer (US)         | 45/100          |
| Русскоязычные издания |                 |
| Издание               | Оценка          |
| Riot Pixels           | 30 %            |

Игра получила «в основном отрицательные отзывы», согласно сайту-агрегатору Metacritic, где оценка игры составляет 49 из 100.
Летом 2018 года, благодаря уязвимости в защите Steam Web API, стало известно, что точное количество пользователей сервиса Steam, которые играли в игру хотя бы один раз, составляет 2 699 933 человека.